# Adrianópolis
Adrianópolis is een gemeente in de Braziliaanse deelstaat Paraná. De gemeente telt 6.856 inwoners (schatting 2009).
De plaats ligt aan de rivier de Ribeira de Iguape.

## Aangrenzende gemeenten
De gemeente grenst aan Cerro Azul, Tunas do Paraná en Ribeira (SP).

## Verkeer en vervoer
De plaats ligt aan de weg BR-476.